# Bonnie et Clyde
Cet article concerne le couple de criminels américains. Pour le film d'Arthur Penn, voir Bonnie et Clyde (film).
Pour les articles homonymes, voir Bonnie and Clyde.
« Bonnie Parker » redirige ici. Pour les autres significations, voir Parker.
« Clyde Barrow » redirige ici. Pour les autres significations, voir Barrow.
 (mai 2016).
Si vous disposez d'ouvrages ou d'articles de référence ou si vous connaissez des sites web de qualité traitant du thème abordé ici, merci de compléter l'article en donnant les références utiles à sa vérifiabilité et en les liant à la section « Notes et références ».
Bonnie et Clyde (Bonnie Parker et Clyde Barrow) sont deux criminels américains, membres du gang Barrow constitué entre autres de Raymond Hamilton, Ralph Fults, Joe Palmer, Buck Barrow (le frère de Clyde) et sa femme, Blanche Barrow, qui ont perpétré leurs méfaits dans le Sud-Central des États-Unis pendant la Grande Dépression. Ils étaient spécialisés dans l'attaque à main armée de banques et on estime qu'ils ont tué quatorze personnes en trente mois. Ils finissent par être abattus  par la police américaine près de Gibsland, en Louisiane. Par leurs parcours, Bonnie et Clyde forment un des couples les plus célèbres du XXe siècle, et sont devenus des icônes de la culture populaire. 

## Histoire

### Bonnie Parker
Bonnie Elizabeth Parker est née le 1er octobre 1910 à Rowena au Texas et est la cadette de trois enfants. À la suite de la mort de son père quand Bonnie avait quatre ans, sa mère déménage avec sa famille dans la maison de ses parents à Cement City, une banlieue industrielle de Dallas. Bonnie Parker est l'une des meilleures élèves de son école secondaire, remportant des prix en orthographe, en écriture et en art oratoire. À l'âge adulte, son goût pour l'écriture se traduit par l'écriture de poèmes tels que The Story of Suicide Sal (« L'Histoire de Sal la Suicidaire ») et The Trail's End (« La Fin de la piste »), connu maintenant sous le titre de The Story of Bonnie and Clyde (« L'Histoire de Bonnie et Clyde »).
Dans sa deuxième année de secondaire, Bonnie Parker rencontre Roy Thornton. Ils abandonnent l'école et se marient le 25 septembre 1926, six jours avant le seizième anniversaire de Bonnie. Leur mariage, marqué par les fréquentes absences de Thornton ainsi que ses démêlés avec la loi, prend fin lorsqu'il est incarcéré pour braquage de banque à main armée en janvier 1929. Bien que ne s'étant jamais revus par la suite, ils ne divorcent jamais. Bonnie Parker porte encore son alliance quand elle est abattue en 1934par des policiers à la fin de la course-poursuite.
En 1929, après sa séparation de corps avec son mari et avant de rencontrer Clyde Barrow en janvier 1930, Bonnie retourne vivre avec sa mère, et prend un travail comme serveuse dans un café. Un de ses clients réguliers, Ted Hinton, est un employé de la poste qui s'associera au shérif de Dallas en 1932 et participera à l'embuscade finale de 1934. Dans le journal que Bonnie Parker tient brièvement au début 1929, elle décrit sa solitude et l'exaspération que lui inspire sa vie à Dallas, ainsi que son amour du cinéma parlant.

### Clyde Barrow
Pour les articles homonymes, voir Barrow.
Clyde Chestnut Barrow est né le 24 mars 1909 à Telico au Texas (près de Dallas). Il est le cinquième d'une fratrie de six enfants. Ses parents, Henry Basil Barrow et Cumie Thalitha Walker, sont des paysans démunis qui ont émigré à Dallas, au début de 1920, dans un bidonville connu sous le nom de West Dallas. La famille passe ses premiers mois à West Dallas à vivre dans une roulotte, jusqu'à ce que le père gagne assez d'argent pour leur acheter une tente.
Clyde est arrêté une première fois fin 1926, après avoir échappé à la police à la suite d'une confrontation à propos d'une voiture qu'il a louée et jamais rendue. Il est arrêté une deuxième fois peu de temps après, cette fois accompagné de son frère Marvin « Buck » Barrow, pour avoir volé des dindes. Durant les quatre années suivantes, malgré une série d'emplois légaux, Barrow commet de nombreuses infractions : attaques à main armée, fractures de coffres-forts, pillages de magasins et vols de voitures. Il est arrêté successivement en 1928 et en 1929.

## Rencontre
Bonnie et Clyde se rencontrent en janvier 1930, probablement chez une amie commune. En avril 1930, Clyde Barrow est à nouveau arrêté et emprisonné à la Eastham Prison Farm. Il s'échappe mais il est repris au bout d'une semaine. En prison, Barrow bat à mort un autre détenu qui l'avait agressé sexuellement à de nombreuses reprises. Un autre détenu, condamné à perpétuité, acceptera d'être considéré comme l'auteur de ce crime. C'est le premier meurtre de Clyde Barrow.
Après sa libération en 1932, Clyde vole une automobile avec l'aide de Bonnie. Tous deux sont poursuivis par la police, Clyde parvient à s'échapper mais Bonnie, arrêtée, doit passer quelques mois en prison. À sa libération, Clyde Barrow est à la tête d'un petit groupe de criminels. 
En 1933, le groupe est rejoint par Buck, le frère de Clyde qui vient d'être libéré de prison, et son épouse Blanche. Ces derniers sont pris dans un assaut de la police alors qu'ils séjournent avec Bonnie et Clyde en simples visiteurs. Leurs photos et affaires personnelles ayant été abandonnées dans leur fuite, la police les identifie et les assimile au groupe de criminels. Buck et Blanche sont donc contraints de prendre la fuite. Lors de leur arrestation par des policiers dans l'Iowa en 1933, Buck est touché par plusieurs balles et décédera quelques jours plus tard, tandis que Blanche sera emprisonnée. Durant sa détention, Blanche écrit un livre « mémoire », dans lequel elle raconte son enfance, sa rencontre avec Buck ainsi que sa cavale avec Bonnie et Clyde. Le livre sera publié quelques années plus tard sous le titre de My Life with Bonnie and Clyde.
Bonnie et Clyde tuent deux jeunes policiers à Grapevine, Texas, le 1er avril 1934, puis un autre représentant des forces de l'ordre, cinq jours plus tard, près de Commerce (Oklahoma).

## Mort

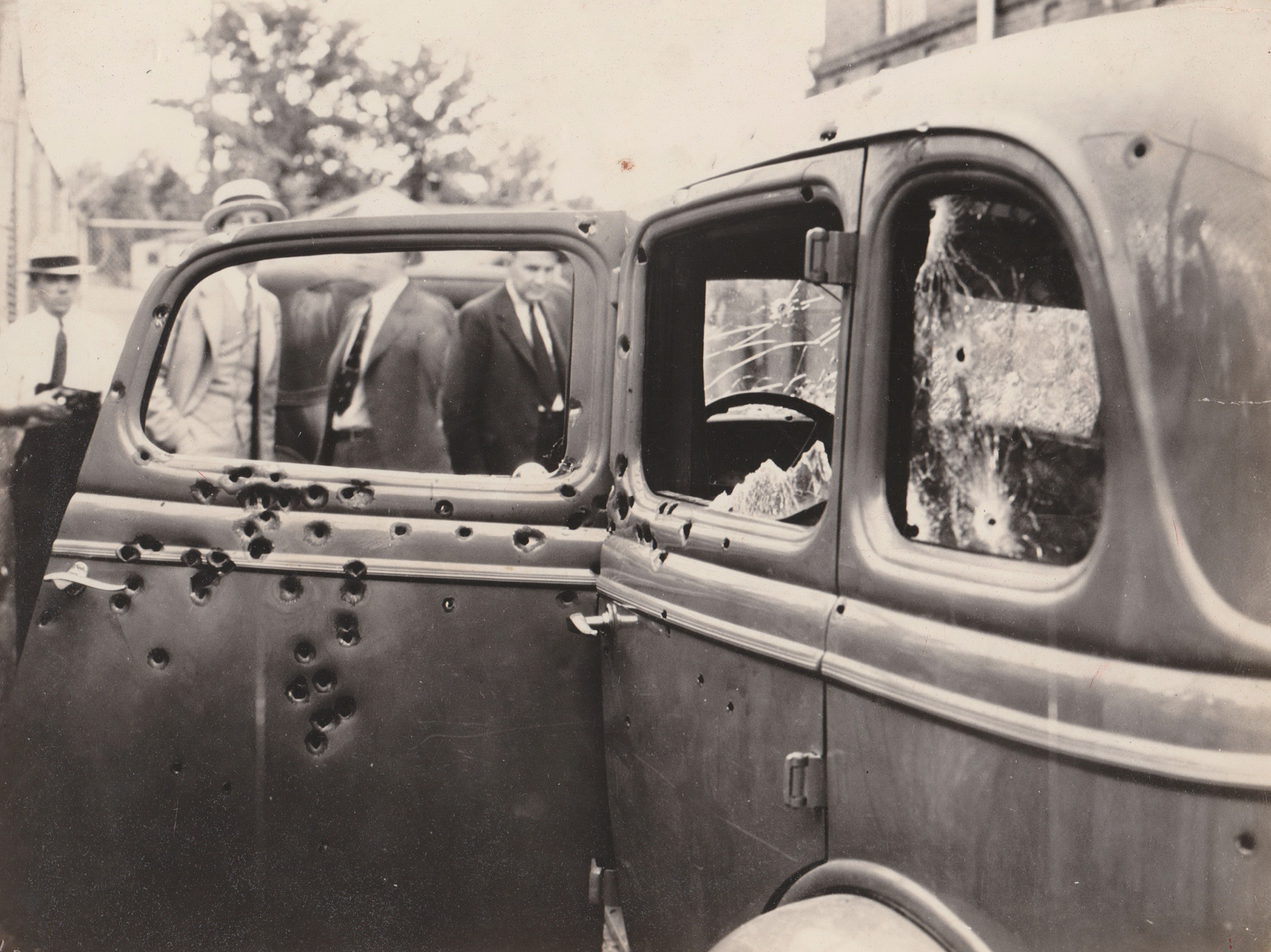
La voiture criblée de balles après l'embuscade (photographie FBI, 23 mai 1934).

À la suite d'une période d'enquête et de filatures menées par les agents du FBI dans cinq États américains (Illinois, Michigan, Oklahoma, Texas et Louisiane), le meurtre des deux jeunes policiers motocyclistes, le 1er avril 1934, précipite la décision d'appréhender le couple de malfaiteurs, morts ou vifs. Un groupe de cinq agents de la police du Texas et de Louisiane réunis par Frank Hamer s'emploie à retrouver la trace du couple.
Informés que Clyde s'apprête à braquer une banque près d'Arcadia, en Louisiane, le 23 mai 1934, les policiers décident de tendre une embuscade sur l'itinéraire menant à la ville. Ils s'installent, à 2 heures du matin, dans les fourrés de part et d'autre de la route 154 déserte de la petite ville de la paroisse de Bienville en guettant l'arrivée de la Ford V8-40 1934 Fordor volée que Clyde conduit. À 9 heures, les six hommes, prêts à abandonner leur traque, aperçoivent au loin la voiture roulant à toute allure. Dès que Clyde est identifié, les agents ouvrent le feu sur l'auto qui dérape sur le bas-côté.
Craignant que Clyde, tireur hors pair, parvienne à saisir son arme sur le plancher de la voiture, les six policiers s'extraient de leur abri pour cribler l'automobile de balles. Les policiers utilisent des pistolets mitrailleurs et des fusils à pompe dont ils vident les chargeurs. Environ 150 impacts seront dénombrés. Clyde meurt sur le coup d'une rafale en pleine tête. Bonnie n'est pas tuée immédiatement ; les policiers rapportent avoir entendu un long cri féminin horrifié venant de la voiture. Le silence revenu, les policiers s'approchent de l'épave du véhicule pour constater la mort de Bonnie et de Clyde. Ils y trouvent un arsenal d'armes volées et de munitions.

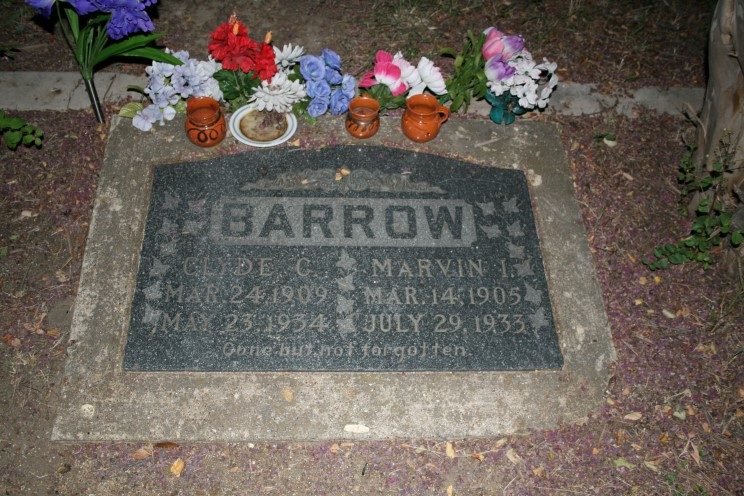
La tombe de Clyde Barrow et de son frère Marvin, alias Buck.

Leurs dépouilles sont exposées au public afin d'authentifier leur mort. Les deux amants ont alors 23 et 25 ans. Ils sont enterrés séparément, contrairement à leurs vœux. Plus de 20 000 personnes assistent à leurs funérailles.

## Victimes du gang Barrow
Au total, les frères Barrow et/ou leurs complices sont accusés des meurtres de quatorze hommes, commis entre l'automne 1931 et le printemps 1934.
Les rapports des meurtres estiment que le coupable était très souvent un homme, ce qui laisse penser que Bonnie ne serait responsable d'aucun de ces crimes :
- Ed Crowder : prisonnier d'Eastham, tué par Clyde Barrow le 29 octobre 1931 ;
- John N. Bucher, 65 ans : prêteur sur gage et également propriétaire d'une station-service au nord de Hillsboro, tué par Ted Rogers le 30 avril 1932 ;
- Eugene C. Moore, 31 ans : shérif adjoint d'Akota, Oklahoma, tué par Clyde Barrow et Raymond Hamilton le 5 août 1932 ;
- Howard Hall, 57 ans : épicier de Sherman, Texas, tué par Clyde Barrow le 11 octobre 1932 ;
- Doyle Johnson, 26 ans : vendeur, attaqué le soir de Noël et mort le lendemain, 1932, par Clyde Barrow et W. D. Jones ;
- Malcolm Davis : shérif adjoint du comté de Tarrant, tué le 6 janvier 1933, par Clyde Barrow ;
- John Wesley Harryman Sr., 42 ans : constable (agent de police) et Harry McGinnis, 53 ans : détective (policier), tués le 13 avril 1933, par Clyde Barrow, Buck Barrow et W.D. Jones[6] ;
- Henry D. Humphrey : policier à cheval d'Alma, Arkansas, attaqué le 23 juin 1933, mort le 26 juin 1933 et tué par Buck Barrow ;
- Major Joseph Crowson : attaqué le 16 janvier 1934, mort le 26 janvier 1934, tué par Joe Palmer ;
- Wade McNabb : tué par Joe Palmer le 29 mars 1934, son corps ne sera retrouvé que le 3 avril 1934 ;
- Edward Bryan Wheeler, 26 ans, et Holloway Daniel Murphy, 22 ans : policiers motards, tués le 1er avril 1934 par Clyde Barrow et Henry Methvin. Sur le point de se marier au moment de sa mort, Holloway Daniel Murphy est incinéré dans son costume de mariage, et sa compagne porte sa robe de mariée lors des funérailles ;
- William Calvin « Cal » Campbell : tué par Clyde Barrow et Henry Methvin le 6 avril 1934.

Sur ces quatorze meurtres, douze sont formellement reliés au Gang Barrow. 

## Dans les arts et la culture populaire

### Filmographie

#### Cinéma
- 1937 : J'ai le droit de vivre (You Only Live Once) de Fritz Lang avec Henry Fonda et Sylvia Sidney, sorti seulement trois ans après leur mort.
- 1950 : Le Démon des armes (Gun Crazy) de Joseph H. Lewis avec John Dall et Peggy Cummins. Le film ne relate pas l'histoire du couple Bonnie et Clyde, mais s'en inspire.
- 1958 : The Bonnie Parker Story de William Witney avec Dorothy Provine et Jack Hogan.
- 1967 : Bonnie et Clyde de Arthur Penn avec Warren Beatty et Faye Dunaway.
- 2019 : The Highwaymen de John Lee Hancock, avec Kevin Costner et Woody Harrelson, se concentre sur les Texas Rangers qui ont traqué le couple de meurtriers.

#### Télévision

##### Téléfilm
- 1992 : Bonnie & Clyde: The True Story de Gary Hoffman.

##### Série
- 1968 : Bunny and Claude (We Rob Carrot Patches) épisode des Looney Tunes.
- 1994 : Loïs et Clark : Les Nouvelles Aventures de Superman, épisode 7, saison 2 (The Old Gang of Mine). Bonnie et Clyde, ainsi que d'autres criminels des années 1930, sont ressuscités par un généticien.
- 1995/1996 : Walker,Texas Ranger (Saison 4, épisode 4). Alors qu'elle allait bientôt se marier, Dory, la nièce du ranger Parker, est enlevée par son ex petit ami jaloux et psychotique, Billy Krammer, qui viens juste de s'échapper de prison. Celui ci la contraint à prendre part à des vols divers et des braquages de banque en sa compagnie, mettant rapidement leurs têtes à prix. Le ranger Walker accompagné par les rangers Jimmy (James) Trivette & C.D Parker se lancent alors à la recherche de Dory et de ce couple de braqueurs se faisant appeler Bonnie & Clyde.
- 2002 : Charmed, épisode 10, saison 4. Les esprits de Bonnie et Clyde prennent possession des corps de Phoebe et Cole.
- 2008 : Les Simpson saison 19 épisode 12, L'Amour à la springfieldienne. Homer raconte une histoire où lui et Marge jouent les rôles de Bonnie et Clyde.
- 2013 : Bonnie and Clyde: Dead and Alive, de Bruce Beresford, mini-série en deux épisodes, avec Holliday Grainger et Emile Hirsch.
- 2014 :
  - Shameless, épisode 9, saison 4 (The Legend of Bonnie and Carl). Dans cet épisode, Carl Gallagher et sa nouvelle « amie » Bonnie se comportent comme Bonnie et Clyde, d'où la référence ;
- 2016 : Timeless, épisode 9, saison 1. Les héros voyagent dans le temps en 1934 et rencontrent Bonnie et Clyde, interprétés par Jacqueline Byers et Sam Strike.
- 2019 : Euphoria, épisode 5, saison 1.  L’épisode s’appelle Bonnie and Clyde. La série compare les personnages de Maddy Perez et de Nate Jacobs à Bonnie et Clyde.
- 2020 : Legends of Tomorrow, épisode 10, saison 5. John Constantine et Zari affrontent Bonnie et Clyde, revenus d'entre les morts.

##### Web
- 2014 : Epic Rap Battles of History, épisode 2, saison 4. Bonnie and Clyde, joués par Hannah Hart et Epic Lloyd affrontent Roméo et Juliette.

### Littérature

#### Bande dessinée
Dans les années 1960, Paul Gordeaux publie Bonnie and Clyde dans sa série Le crime ne paie pas, publiée dans France-Soir.

### Jeux vidéo
- 2010 : Dans le jeu Fallout: New Vegas, la voiture criblée d'impacts de balles dans laquelle Vikki et Vance - un duo de criminels ratés parodiant Bonnie et Clyde - ont été tués peut être aperçue dans la ville de Primm, au casino qui porte leur nom. Une plaque commémorative indique néanmoins fièrement que le couple avait "commencé sa vie de crime deux jours avant les tristement célèbre Bonnie and Clyde"[réf. nécessaire].

- 2026 : Dans le jeu Grand Theft Auto VI, le mode histoire se concentrera sur les aventures de Lucia et Jason, un couple criminel inspiré de Bonnie and Clyde.

### Chansons
Bonnie et Clyde comptent parmi les plus célèbres criminels du XXe siècle. Le poème autobiographique de Bonnie, The Trail's End, fut publié à l'époque par de nombreux journaux. Une célèbre photo de Bonnie Parker, où elle posait devant une voiture en train de fumer le cigare, fit aussi le tour des États-Unis. 
- 1967 : The Ballad Of Bonnie and Clyde de Georgie Fame.
- 1968 : Bonnie and Clyde interprété par Johnny Hallyday
- 1968 : Bonnie and Clyde de Serge Gainsbourg et Brigitte Bardot. Les paroles de cette chanson sont inspirées du poème de Bonnie Parker, The Trail's End.
- 1991 : Bonnie & Clyde de Steve Wynn  reprise de la chanson écrite par Serge Gainsbourg.
- 1996 : Me and My Girlfriend de Tupac Shakur.
- 1999 :
  - '97 Bonnie and Clyde de Eminem.
  - B&C (Bonnie & Clyde) de Utada Hikaru.
  - Bonnie & Clyde part II de Jay-Z et Beyoncé.
- 2002 :
- Bonnie und Clyde de Die Toten Hosen. Ce morceau évoque un jeune homme fou amoureux de sa fiancée qui rêve que sa vie de couple soit celle de ces deux grands criminels à la fois doux et cruels ;
- Bonnie Parker d'Ophélie Winter.
- 2003 : 03 Bonnie and Clyde de Jay-Z et Beyoncé, reprise de Me and My Girlfriend de Tupac Shakur.
- 2006 : Death of it all de Rob Zombie.
- 2007 :
  - Il faut qu'j'm'en aille (Bonnie & Clyde '07) de Imposs, reprise de Me and My Girlfriend de Tupac Shakur ;
  - Lune de Miel de Don Choa et Zaho.
- 2008 :
  - Bonnie & Clyde de Nessbeal ;
  - Bonnie & Clyde de Bushido.
- 2011 :
  - Shy Ronnie 2: Ronnie & Clide, de The Lonely Island et Rihanna.
  - Bonnie and Clyde de Lulu Gainsbourg et Scarlett Johansson, reprise de la chanson écrite par Serge Gainsbourg.
- 2012 :
  - La Cavale de Marie Cherrier ;
  - Bonnie de Jali ;
  - Bonny & Clyde de Great Northern, reprise de la chanson écrite par Serge Gainsbourg.
- 2013 : Bonnie & Clyde de Lacrim et Kayna Samet.
- 2014 :
  - Bonnie & Clyde de Mika Mendes et Saaphy ;
  - Bonnie and Clyde de Les Hay Babies ;
  - Bonnie and Clyde de Keros-N.
- 2015 : Bonnie sans Clyde de Disiz.
- 2016 : Bonnie and Clyde de DEAN.
- 2017: 
  - Mamacita de Ninho ;
  - Getaway Car de Taylor Swift.
  - Him and I de G-Eazy et Halsey.
- 2018 :
  - Bonnie and Clyde de Vance Joy ;
  - Bonnie and Clyde de 24K ;
  - Bonnie & Clyde de Moha La Squale ;
  - Bonnie & Clyde de Juice Wrld ;
  - Bonnie and Clyde de Mozzik (de) et Loredana.
- 2019 :
  - The Awakening Of Bonnie Parker de Volbeat ;
  - Bonnie de Hornet La Frappe.
  - Without you de Avicii.
  - Italove de Diamond Deuklo
  - Nous deux de Lorenzo
  - Bonnie & Clyde de Shordie Shordie
  - Ma Bonnie de TayC
- 2020 : 
  - Bonnie & Clyde de 8ruki
- 2021 :
  - Bonnie & Clyde de Song Yuqi des (G)I-dle
  - Bonnie & Clyde de Specy men
  - Bonnie & Clyde de Franglish
- 2022 :
  - Bonnie & Clyde de Wendyyy et de Danola
  - Fleurs de Gazo feat de Tiakola
  - Bonnie & Clyde de DeVita

### Théâtre
- 2009 : Bonnie and Clyde, comédie musicale française de Raphaël Bancou et Stéphane Lalandais, avec Cécilia Cara et Fabian Richard[7].
- 2009 : Bonnie & Clyde, comédie musicale américaine de Don Black, Frank Wildhorn et Ivan Menchell, avec Laura Osnes et Jeremy Jordan.

### Sculpture
- L'artiste français Invader réalise Rubik Bonnie and Clyde, une œuvre entièrement réalisée en Rubiks Cubes.